# Episodi di Smiling Friends
Elenco degli episodi della serie televisiva animata Smiling Friends.

La prima stagione, composta da 9 episodi, è stata trasmessa negli Stati Uniti, da Adult Swim, dal 10 gennaio al 6 agosto 2022. L'episodio pilota Desmond's Big Day Out è andato in onda in anteprima ufficiosamente il 1º aprile 2020 come parte dell'evento annuale del Pesce d'aprile della rete. Il 10 gennaio 2022, con l'inizio della trasmissione della prima stagione, tutti gli episodi sono stati pubblicati sul sito ufficiale di Adult Swim.
Un'anteprima del primo episodio della seconda stagione è stata trasmessa il 1º aprile 2024. La seconda stagione, composta da 8 episodi, è stata trasmessa dal 13 maggio al 24 giugno 2024.
| nº               | Titolo originale                                                                            | Prima TV USA    |
| Prima stagione   | Prima stagione                                                                              | Prima stagione  |
| ---------------- | ------------------------------------------------------------------------------------------- | --------------- |
| 1                | Desmond's Big Day Out                                                                       | 1º aprile 2020  |
| 2                | Mr. Frog                                                                                    | 10 gennaio 2022 |
| 3                | Shrimp's Odyssey                                                                            | 10 gennaio 2022 |
| 4                | A Silly Halloween Special                                                                   | 10 gennaio 2022 |
| 5                | Who Violently Murdered Simon S. Salty?                                                      | 10 gennaio 2022 |
| 6                | Enchanted Forest                                                                            | 10 gennaio 2022 |
| 7                | Frowning Friends                                                                            | 10 gennaio 2022 |
| 8                | Charlie Dies and Doesn't Come Back                                                          | 10 gennaio 2022 |
| 9                | The Smiling Friends Go to Brazil!                                                           | 6 agosto 2022   |
| Seconda stagione |                                                                                             |                 |
| 1                | Gwimbly: Definitive Remastered Enhanced Extended Edition DX 4K (Anniversary Director’s Cut) | 1º aprile 2024  |
| 2                | Mr. President                                                                               | 13 maggio 2024  |
| 3                | A Allan Adventure                                                                           | 20 maggio 2024  |
| 4                | Erm, the Boss Finds Love?                                                                   | 27 maggio 2024  |
| 5                | Brother's Egg                                                                               | 3 giugno 2024   |
| 6                | Charlie, Pim & Bill vs. The Alien                                                           | 10 giugno 2024  |
| 7                | The Magical Red Jewel AKA Tyler Gets Fired                                                  | 17 giugno 2024  |
| 8                | Pim Finally Turns Green                                                                     | 24 giugno 2024  |

## Desmond's Big Day Out
- Diretto da: Zach Hadel e Michael Cusack
- Scritto da: Zach Hadel e Michael Cusack

### Trama
Charlie e Pim tentano di convincere un uomo suicida di nome Desmond a non spararsi mentre lo portano in giro per la città: prima a casa con la famiglia di Pim, poi a una festa in casa e infine al parco divertimenti "Dave Land". Nel frattempo, all'ufficio degli Smiling Friends, Alan cerca di catturare il colpevole che gli ha rubato il formaggio.
- Ascolti USA: telespettatori 310.000 –rating/share 18-49 anni.[5]
- Guest star: Tom Fulp (Alpha), Mike Stoklasa (Desmond) Finn Wolfhard (tizio nelle mura, bliblies), Nick Wolfhard (Graham Nelly, bliblies).

## Mr. Frog
- Diretto da: Zach Hadel e Michael Cusack
- Scritto da: Zach Hadel, Michael Cusack e Hans Van Harken

### Trama
Quando Mr. Frog viene licenziato dal suo stesso programma dopo aver tentato di mangiare un giornalista di TMZ, Pim e Charlie cercano di aiutarlo a recuperare la sua reputazione. Nel frattempo, la rete televisiva assume Glep come nuovo Mr. Frog, tuttavia un dirigente della rete cerca di domare il lato selvaggio di Glep.
- Ascolti USA: telespettatori 310.000 –rating/share 18-49 anni.[5]
- Guest star: Jane Badler (conduttrice).

## Shrimp's Odyssey
- Diretto da: Zach Hadel e Michael Cusack
- Scritto da: Michael Cusack

### Trama
Shrimp chiede agli Smiling Friends di aiutarlo dopo aver perso la sua ragazza, Shrimpina. Charlie cerca di aiutare Shrimp a migliorare la sua immagine, mentre Pim cerca di convincerlo a riconciliarsi con Shrimpina, finché non incontra una bella ragazza in una caffetteria.
- Ascolti USA: telespettatori 300.000 –rating/share 18-49 anni.[5]
- Guest star: David Firth (Shrimp), Chills (cliente), Jason Paige (cantante), Chris O’Neill (Smormu).

## A Silly Halloween Special
- Diretto da: Zach Hadel e Michael Cusack
- Scritto da: Zach Hadel e Michael Cusack

### Trama
L'ufficio degli Smiling Friends sta organizzando la loro festa annuale di Halloween, quando il Boss dice a Pim di raccogliere della legna da ardere nella foresta dall'altra parte della strada. Tuttavia, Pim ignora l'avvertimento di non attraversare il ponte traballante e si perde nella foresta.
- Ascolti USA: telespettatori 253.000 –rating/share 18-49 anni.[5]
- Guest star: Jim Knobeloch (conduttore), David Firth (Filmore), Clyde Boraine (poliziotto).

## Who Violently Murdered Simon S. Salty?
- Diretto da: Zach Hadel e Michael Cusack
- Scritto da: Zach Hadel e Michael Cusack

### Trama
Pim e Charlie decidono di fermarsi al fast food Salty solo per scoprire che il proprietario, Simon S. Salty, è stato violentemente assassinato nel suo stesso ufficio. Con tutte le mascotte del negozio come sospetti, Pim e Charlie hanno il compito di risolvere il mistero dell'omicidio.
- Ascolti USA: telespettatori 228.000 –rating/share 18-49 anni.[5]
- Guest star: Perry Caravello (Simon S. Salty).

## Enchanted Forest
- Diretto da: Zach Hadel e Michael Cusack
- Scritto da: Zach Hadel e Michael Cusack

### Trama
La Principessa della Foresta Incantata invita gli Smiling Friends ad aiutarla a sorridere di nuovo per il suo ritratto. Pim e Charlie vengono catturati da una strega prima di raggiungere il castello, tuttavia vengono presto salvati da uno strano uomo di nome Mip. Tornando al castello, Pim diventa geloso mentre Charlie completa tutte le missioni nella Foresta Incantata che voleva fare.
- Ascolti USA: telespettatori 207.000 –rating/share 18-49 anni.[5]

## Frowning Friends
- Diretto da: Zach Hadel e Michael Cusack
- Scritto da: Zach Hadel e Michael Cusack

### Trama
Gli Smiling Friends affrontano la loro più grande sfida quando gli amici Grim e Gnarly si trasferiscono dall'altra parte della strada e rovinano gli affari della gente in città.
- Ascolti USA: telespettatori 211.000 –rating/share 18-49 anni.[5]

## Charlie Dies and Doesn't Come Back
- Diretto da: Zach Hadel e Michael Cusack
- Scritto da: Zach Hadel e Michael Cusack

### Trama
Alla Vigilia di Natale, il Boss chiede agli Smiling Friends di prendere un albero di Natale per l'ufficio. Charlie muore dopo che l'albero che ha tagliato lo schiaccia e viene mandato all'inferno. Qui scopre che l'inferno è congelato a causa della depressione di Satana. Charlie prova quindi a far sorridere Satana nella speranza di tornare sulla Terra.
- Ascolti USA: telespettatori 217.000 –rating/share 18-49 anni.[5]
- Guest star: James Rolfe (sé stesso), Gilbert Gottfried (Dio).

## The Smiling Friends Go to Brazil!
- Diretto da: Zach Hadel, Michael Cusack e Paul ter Voorde
- Scritto da: Zach Hadel e Michael Cusack

### Trama
Gli Smiling Friends arrivano in Brasile e sono pronti per lo sbarco in hotel, tuttavia Pim ha dimenticato di prenotarlo pensando che fosse un dovere di Alan. Chiama l'hotel per provare a prenotare ma si scopre che sono al completo. I due si siedono quindi in un ristorante dell'aeroporto e cercano di capire dove andare. Chiamano il Boss per cercare di ottenere aiuto, senza successo. Alla fine confessano di aver scelto un brutto momento per recarsi in Brasile e si dirigono a prendere il prossimo volo di ritorno a casa, ignari di un aereo che sta per schiantarsi contro una montagna dietro di loro.
- Ascolti USA: telespettatori 277.000 –rating/share 18-49 anni.[6]

## Gwimbly: Definitive Remastered Enhanced Extended Edition DX 4K (Anniversary Director’s Cut)
- Diretto da: Paul Ter Voorde
- Scritto da: Zach Hadel e Michael Cusack

### Trama
Dopo aver appreso che Gwimbly, la mascotte dei videogiochi degli anni '90, è giù di morale, Pim e Allan decidono di aiutarlo a rimettersi in piedi e a procurarsi un nuovo videogioco. Tuttavia, la società madre di Gwimbly lo trova obsoleto e usa la nuova mascotte del gioco d'azione, Troglor, per cercare di uccidere Gwimbly quando il cast decide semplicemente di creare da solo un nuovo gioco finanziato dal crowdsourcing, sebbene il suo ex rivale, il conte Groxia, sia in pensione e sceglie di non tornare mentre il suo aiutante, il signor Millepede, è morto per overdose di fentanyl qualche tempo prima.
Nel frattempo, Charlie si ritrova costretto a svolgere compiti stravaganti per far sorridere James, un uomo muscolo comparso dal nulla, poiché le regole stabiliscono che i dipendenti devono fare qualsiasi cosa per far sorridere il cliente. La situazione si conclude con James che uccide l'amministratore delegato della società di videogiochi pugnalandolo alla testa per poi sorridere e dichiarare che era tutto ciò di cui aveva bisogno. Troglor, avendo bisogno di un nuovo leader, si allea quindi con Gwimbly in un gioco in stile Super Smash Bros., a cui Pim, Allan e Glep giocano mentre Charlie cerca di riattaccarsi il naso in faccia poiché James glielo aveva strappato via precedentemente ritenendolo una distrazione. Si scopre che anche Mr. Boss è un personaggio giocabile nel gioco, avendo eseguito il suo motion capture all'inizio della settimana (con soddisfazione da parte del gruppo che era preoccupato per il suo comportamento bizzarro); conclude l'episodio farfugliando parole e entrando in un ciclo di movimenti spastici, spaventando il gruppo.
Una scena dopo i titoli di coda mostra James nel suo appartamento fatiscente, in preda a un esaurimento emotivo poiché apparentemente aveva una cotta per Charlie, ammettendo tuttavia di essere stato lui stesso ad averlo allontanato con le sue azioni aggressive.
- Ascolti USA: telespettatori 244.000 –rating/share 18-49 anni.[7]

## Mr. President
- Diretto da: Tina Tomar
- Scritto da: Michael Cusack e Zach Hadel

### Trama
Pim e Charlie ricevono una chiamata dal Presidente degli Stati Uniti, il molto impopolare, antigienico e poco intelligente Jimble, il quale chiede aiuto per vincere le prossime elezioni. Sta lottando per competere contro Mr. Frog, che sta lanciando una campagna diffamatoria contro di lui. I loro tentativi di fargli guadagnare un indice di gradimento più alto falliscono quando Jimble si sporca durante un discorso, facendo inavvertitamente crollare l'economia e stabilendo una politica estera con un famigerato dittatore che ha commesso un genocidio contro un'intera razza di persone. Mentre esce frustrato, Charlie scopre accidentalmente una società segreta di vermi nel seminterrato della Casa Bianca che sta cercando di sabotare il voto a favore di Mr. Frog e li convince a sostenere Jimble quando rivela che le rane mangiano i vermi. Un Jimble rattristato ammette le sue mancanze al dibattito presidenziale, facendo pendere il favore del pubblico nella sua direzione. Tuttavia, un voto singolare presentato da Glep in Pennsylvania fa sì che Mr. Frog vinca comunque le elezioni tramite il voto elettorale.
Dopo i titoli di coda, Jimble si rilassa su una spiaggia, seguendo il consiglio che Charlie gli aveva dato in precedenza.
- Guest star: Mike Bocchetti (presidente Jimble), Harry Partridge (William Worm).
- Ascolti USA: telespettatori 280.000 –rating/share 18-49 anni.[8]

## A Allan Adventure
- Diretto da: Michael Cusack, Zach Hadel e Paul Ter Voorde
- Scritto da: Michael Cusack e Zach Hadel

### Trama
Mr. Boss incarica Allan di acquistare altre graffette per l'ufficio. Allan le ottiene da un negozio di elettronica, tuttavia deve affrontare vari ostacoli e disavventure prima di poter tornare in ufficio: un ladro, un inseguimento in elicottero con l'aeronautica militare statunitense, il Bigfoot, una ciurma di pirati non morti e infine un enorme Leviatano che ingoia Allan e lo espelle dal suo sfiatatoio. Viene trascinato a riva assieme alla scatola di graffette, tuttavia quando la apre ci trova una richiesta di riscatto che gli dice di recuperare le graffette da un indirizzo che riconosce come il suo complesso di appartamenti. Lì, incontra il suo padrone di casa, che rivela di aver orchestrato l'intera vicenda per convincere Allan a trascorrere del tempo con lui, minacciando di far esplodere una bomba che devasterà l'intera città se si rifiuta. Allan acconsente con riluttanza prima di usare una graffetta per disinnescare la bomba. Vergognato, il padrone di casa commette il seppuku. Allan torna in ufficio con le graffette e viene ricompensato con una statuetta in miniatura di Mr. Boss. Non interessato a tenerla, la regala a Charlie.
Dopo i titoli di coda, il padrone di casa resuscita in un obitorio, giurando che Allan uscirà di nuovo con lui.
- Ascolti USA: telespettatori 180.000 –rating/share 18-49 anni.[9]

## Erm, the Boss Finds Love?
- Diretto da: David Hootselle e Anthony Price
- Scritto da: Michael Cusack e Zach Hadel

### Trama
Dopo che Mr. Boss sposa un demone deforme di nome Brittney, l'azienda subisce un rebranding completo sotto la sua influenza. Sospettando che Brittney abbia intenzioni sinistre, Pim, Charlie e Allan fanno altre ricerche e scoprono che "Brittney" è in realtà Filia Diabulus, la figlia di Satana che si manifesta ogni 100 anni per uccidere uomini influenti e concedere i loro beni a suo padre e che l'unico modo per sconfiggerla è ucciderla durante la luna piena. Poiché quella notte la luna è piena, corrono al castello di Brittney. Il tentativo di Pim di pugnalarla nel sonno fallisce quando il coltello che Charlie aveva comprato da un altro partecipante al matrimonio si rivela essere finto e quando si sveglia, diventa così sconvolta nell'apprendere le loro intenzioni di ucciderla (anche se ammette che le loro supposizioni erano corrette) che salta fuori da una finestra, venendo fatalmente impalata dal suo stesso cespuglio di rose. Mr. Boss li ringrazia per averlo liberato e dichiara che il suo vero amore è il suo lavoro prima di cantare davanti ai quattro dipendenti a disagio.
Dopo i titoli di coda, Mr. Boss (che ha ottenuto il 25% dell'Inferno dopo la morte di Brittney) e Satana discutono sui confini della proprietà.
- Guest star: Doug Walker (Daniel l'uccisore di demoni).
- Ascolti USA: telespettatori 280.000 –rating/share 18-49 anni.[10]

## Brother's Egg
- Diretto da: Michael Cusack
- Scritto da: Michael Cusack e Zach Hadel

### Trama
Pim e Charlie vengono chiamati ad aiutare l'aspirante scienziato pazzo Professor Psychotic a creare una forma di vita. Mentre Psychotic spiega il suo piano, suo fratello maggiore Doug entra per lamentarsi del rumore di Psychotic, della sua ossessione per l'iniezione di DNA nelle uova e dell'incapacità di trovare un impiego retribuito. Nella discussione che segue, Doug sfratta Psychotic. Pim e Charlie mediano un intervento tra i fratelli, durante il quale Psychotic accusa Doug di essere dipendente dagli antidolorifici e sostiene che è responsabile della morte della madre. Scoppia una colluttazione fisica tra i due, durante la quale una delle uova di Psychotic si schiude e implora i fratelli di smetterla di litigare. I due decidono di mettere da parte le loro divergenze e di crescere insieme l'homunculus prima di condividere un abbraccio commosso.
Dopo i titoli di coda, Glep, Allan e Mr. Boss piangono mentre guardano un film triste, anche se Mr. Boss spiega che non sta piangendo per il film, ma piuttosto perché non è in grado di far tornare normale il suo viso dopo averlo trasformato in quello di un cane durante una gag all'inizio dell'episodio.
- Guest star: Joel Haver (Doug), Marc Winslow (Charlie spagnolo), Edson Matus (Pim spagnolo).
- Ascolti USA: telespettatori 195.000 –rating/share 18-49 anni.[11]

## Charlie, Pim & Bill vs. The Alien
- Diretto da: David Hootselle
- Scritto da: Michael Cusack e Zach Hadel

### Trama
Pim porta Charlie dal suo gruppo di avvistamento UFO - Bill, Duncan e Fillmore. L'incontro si rivela privo di eventi fino all'arrivo di un UFO che rapisce Pim, Charlie e Bill (che viene successivamente sezionato e mangiato). Gli alieni che hanno rapito il trio vengono poi rapiti da un'altra razza aliena, che organizza una festa a cui Pim e Charlie partecipano controvoglia. I padroni di casa implorano Pim e Charlie di vaporizzare un pianeta popolato come "scherzo", promettendo di riportarli a casa se lo faranno e minacciando di metterli in una camera di tortura eterna in caso di rifiuto. Pim e Charlie obbediscono con riluttanza, ma poi gli alieni rivelano che il pianeta era privo di vita, che il dispositivo di tortura era finto e che l'astronave non può volare all'indietro, rendendoli incapaci di tornare a casa. Durante la discussione che segue tra Charlie e gli alieni, arriva la polizia che li arresta per aver distrutto la proprietà pubblica e disturbato la pace. Mentre i partecipanti alla festa fuggono, Pim e Charlie riescono a dirottare un disco volante e a tornare sulla Terra, che scoprono essere piatta e racchiusa in una cupola di vetro.
Dopo i titoli di coda, viene mostrato che Duncan e Fillmore sono stati ingiustamente imprigionati per gli omicidi del trio.
- Guest star: Mike Stoklasa (primo alieno), Jay Bauman (polizia aliena), Rich Evans (secondo alieno), David Firth (Fillmore).
- Ascolti USA: telespettatori 170.000 –rating/share 18-49 anni.[12]

## The Magical Red Jewel AKA Tyler Gets Fired
- Diretto da: Jeff Liu
- Scritto da: Michael Cusack e Zach Hadel

### Trama
Dopo aver licenziato un dipendente di nome Tyler, il signor Boss informa gli Smiling Friends che deve recarsi nel paese straniero Spamtopia per acquistare un magico gioiello rosso. Pim lo accompagna, in quanto parla la lingua locale, lo Spamish, avendo imparato dal suo amico di penna d'infanzia Oscar. Mentre ottiene il gioiello dall'inafferrabile "Mr. Jester", Pim disobbedisce all'unica legge di Spamtopia, incrociando lo sguardo di Mr. Jester che, rivelandosi il sovrano di Spamtopia, condanna i due a morte. Tuttavia, si rivela essere Oscar e li risparmia dopo essersi ricordato di Pim, rinunciando completamente alla legge; Spamtopia scende così nell'anarchia. Nel frattempo, il signor Boss ha incaricato Allan, Glep e Charlie di fare da babysitter a suo figlio Jason, ma Jason muore inspiegabilmente poco dopo la partenza del signor Boss e di Pim. Il signor Boss è inizialmente inorridito, ma usa il gioiello per resuscitare Jason, al quale spuntano ali di farfalla. Charlie cerca di informarsi su un manifesto che ha trovato nascosto nella scrivania di Boss, ma la polvere scintillante sparsa da Jason assorda e acceca tutti, facendo scattare gli allarmi e gli irrigatori dell'edificio. 
Dopo i titoli di coda, Tyler, mentre si trova in un bar con Charlie, decide di concentrarsi su una carriera musicale invece di tornare a Smiling Friends.
- Guest star: Abed Gheith (Tyler).

## Pim Finally Turns Green
- Diretto da: Paul Georghiou
- Scritto da: Michael Cusack e Zach Hadel

### Trama
Charlie, Glep e Allan costruiscono un pupazzo di neve con i rifiuti e lo chiamano "Rotten". Esso prende vita dopo che Pim gli attacca in testa un narciso radioattivo e decide di insegnargli a godersi la vita. Pim nega a Rotten la richiesta di portarlo in spiaggia, spiegando che il sole lo scioglierà; inorridito dal concetto di morte, il pupazzo di neve ha una crisi esistenziale e inizia a urlare senza sosta. Charlie invita Bill Nye a calmarlo, ma Nye muore quando la sua mongolfiera vola contro le linee elettriche vicine. Charlie e Pim abbandonano Rotten su una montagna innevata, facendo arrabbiare uno yeti che lo riporta in ufficio, spiegando che il pupazzo di neve sta angosciando la sua famiglia. Pim salva Rotten spingendolo in una borsa frigo. Sei mesi dopo, gli Smiling Friends portano Rotten in spiaggia, ma si scioglie quando un altro bagnante rovescia accidentalmente la borsa frigo. Mentre gli Smiling Friends piangono Rotten, quest'ultimo riappare improvvisamente sotto forma di onda oceanica, insieme al fantasma di Bill Nye. 
Dopo i titoli di coda, gli Smiling Friends si interrogano sulla logistica della nuova esistenza di Rotten, prima che Rotten consumi una barca vicina e mandi un'onda gigante verso la riva, mentre i bagnanti inorriditi evacuano la spiaggia.
- Guest star: Dana Snyder (Rotten il pupazzo di neve), Chris O'Neill (yeti).